# Горечавник
Горечавник, или Горечавочник (лат. Gentianopsis; от Gentiana и др.-греч. ὄψις — «внешний вид»), — род травянистых растений семейства Горечавковые (Gentianaceae), распространённый во внетропических областях Северного полушария.

## Ботаническое описание
Однолетние или двулетние, голые растения, (4) 8—40 (60) см высотой. Листья супротивные, от эллиптических до линейных, цельнокрайные.
Цветки одиночные и верхушечные или в пазухах верхних листьев и собраны в кистевидное соцветие. Венчик синий или голубой, реже синевато-белый.

## Виды
Род включает 22 вида:
- Gentianopsis barbata (Froel.) Ma typus — Горечавник бородатый
- Gentianopsis barbellata (Engelm.) Iltis
- Gentianopsis ciliata (L.) Ma — Горечавник реснитчатый
- Gentianopsis contorta (Royle) Ma
- Gentianopsis crinita (Froel.) Ma
- Gentianopsis detonsa (Rottb.) Ma — Горечавник оголённый
- Gentianopsis doluchanovii (Grossh.) Tzvelev — Горечавник Долуханова
- Gentianopsis grandis (Harry Sm.) Ma
- Gentianopsis holopetala (A.Gray) Iltis
- Gentianopsis komarovii (Grossh.) Toyok.
- Gentianopsis lanceolata (Benth.) Iltis
- Gentianopsis lutea (Burkill) Ma
- Gentianopsis macounii (Holm) Iltis
- Gentianopsis macrantha (D.Don ex G.Don) Iltis
- Gentianopsis nana Ma
- Gentianopsis nesophila (Holm) Iltis
- Gentianopsis paludosa (Hook.f.) Ma
- Gentianopsis simplex (A.Gray) Iltis
- Gentianopsis thermalis (Kuntze) Iltis
- Gentianopsis victorinii (Fernald) Iltis
- Gentianopsis virgata (Raf.) Holub
- Gentianopsis yabei (Takeda & H.Hara) Ma